# Agathis aequoreticulata
Agathis aequoreticulata är en stekelart som beskrevs av Bhat och Gupta 1977. Agathis aequoreticulata ingår i släktet Agathis och familjen bracksteklar. Inga underarter finns listade i Catalogue of Life.